# Jean-Pierre de Montalivet
Jean-Pierre Bachasson, conde de Montalivet (Sarreguemines, 5 de julho de 1766 – La Grange, Saint-Bouize, 22 de janeiro de 1823) foi um estadista francês e par de França.

## Biografia
Originário de uma família antiga de Dauphine, e filho de um brigadeiro, comandante de armas em Sarreguemines, destinou-se, pela tradição da família, à carreira militar como cadete e gentilhomme no Regimento de Hussardos de Nassau. Em 1779 solicitou autorização para estudar na escola de direito da Universidade de Valência. Conselheiro do Parlamento de Grenoble em 1785-1790, conheceu durante a sua estadia em Valência um jovem oficial, Napoleão Bonaparte. Os dois rapazes tornaram-se amigos, algo que Napoleão se lembraria mais tarde.
Na Jornada das Telhas de 1788, fez parte de conselheiros rebeldes, o que lhe valeu o exílio em Montalivet. As ideias da revolução foram progredindo, e tomou o seu partido, mas teve de se juntar ao Exército da Itália para escapar ao Terror. De volta a Valência, foi eleito líder do município em 1795 e ganhou a estima de seus concidadãos. O Diretório fê-lo comissário em Drôme.
Após o 18 de brumário Bonaparte, primeiro cônsul, nomeia-o em abril de 1801 prefeito da Mancha e, três anos depois, prefeito de Seine-et-Oise. Como conselheiro de estado, dirige a Légion d'honneur, e é nomeado em 5 de maio de 1806 para a direção-geral do corpo de engenharia de pontes e estradas. Chamado em outubro de 1809 para o cargo de ministro do interior, gere uma França no apogeu da sua extensão territorial. Secunda as opiniões do Imperador sobre vias de comunicação, construção de pontes e gestão dos portos.